# Leucosolenia lieberkuehni
Leucosolenia lieberkuehni är en svampdjursart som först beskrevs av Schmidt 1862.  Leucosolenia lieberkuehni ingår i släktet Leucosolenia och familjen Leucosoleniidae. Inga underarter finns listade i Catalogue of Life.